# دالان‌ساز

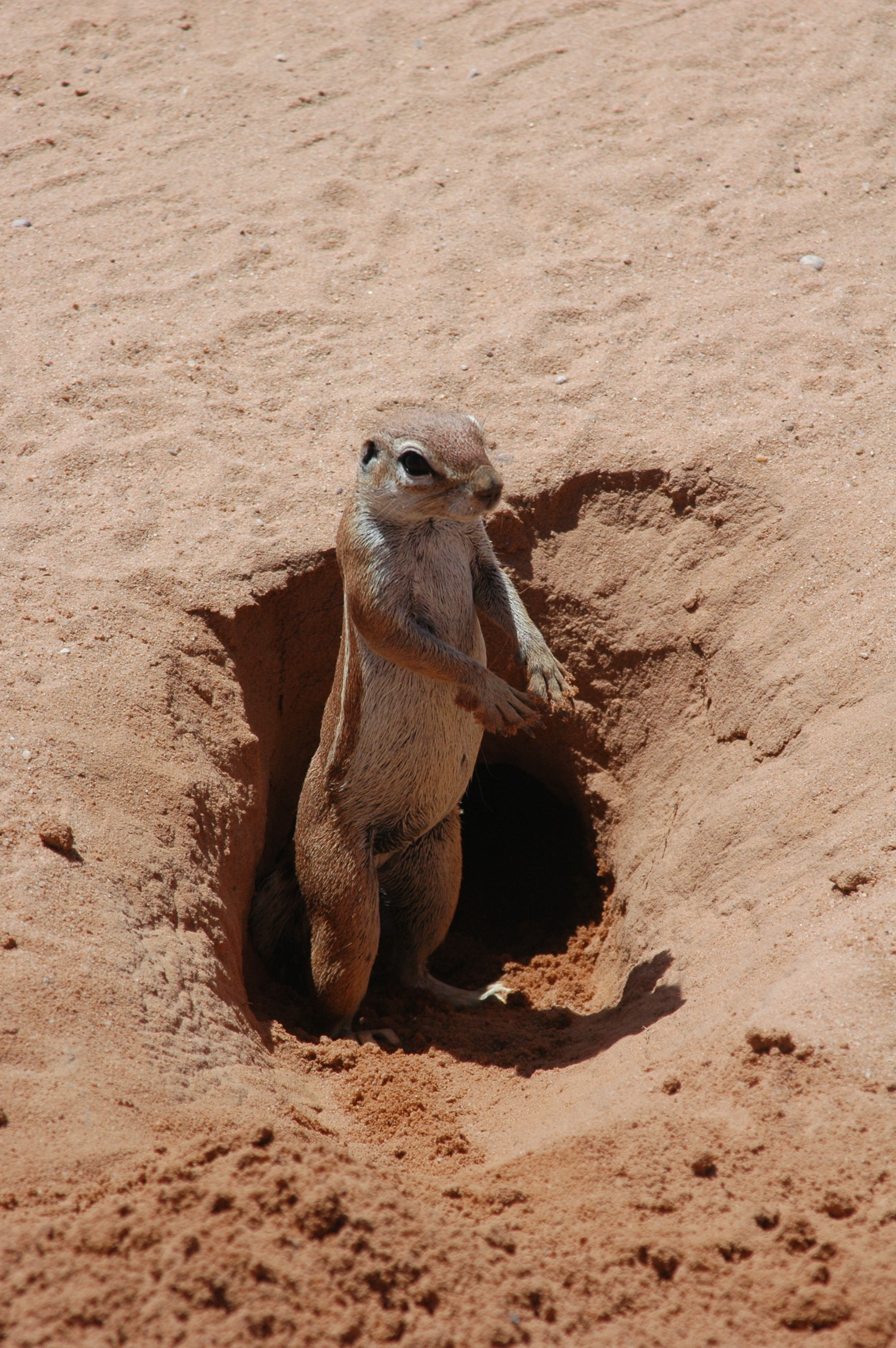
سنجاب زمینی دماغه

یک دالان‌ساز (از لاتین fossor به معنی دالان‌کن) جانوری است که برای کندن زیرزمین سازگار است و عمدتاً، اما نه به تنهایی، در زیرزمین زندگی می‌کند. برخی از نمونه‌ها عبارتند از: گورکن، موش‌های صحرایی برهنه، صدف‌های دوکفه‌ای، دم‌عصایی‌ها و سمندرهای زیرزمینی، و همچنین بسیاری از سوسک‌ها، زنبورهای بی‌عسل و زنبورهای عسل.

## سازگاری‌های فیزیکی در مهره‌داران
شش اصلاح عمده بیرونی وجود دارد، همان‌طور که HW Shimer در سال ۱۹۰۳ توصیف کرد، که در همه گونه‌های پستانداران دالان‌ساز مشترک است:
- دوکی شکل، یک بدن دوکی شکل که در هر دو انتها باریک می‌شود، برای محیط متراکم زیرسطحی سازگار است.
- با توجه به تاریکی زیرسطحی، بینایی کمتر توسعه یافته یا از بین رفته‌است.
- گوش‌های بیرونی کوچک یا از دست رفته، برای کاهش اصطکاک طبیعی در حین سوراخ کردن.
- اندام‌های کوتاه و تنومند، زیرا سرعت یا سرعت حرکت کمتر از توانایی حفاری اهمیت دارد.
- اندام‌های جلویی پهن و تنومند (دست)، از جمله پنجه‌های بلند، طراحی شده برای شل کردن مواد دالان برای پراکندن توسط پاهای عقبی در پشت. این ویژگی توسط Jorge Cubo مورد مناقشه قرار گرفته‌است، او بیان می‌کند که جمجمه ابزار اصلی در حین حفاری است، اما فعال‌ترین بخش‌ها اندام جلویی برای حفاری هستند و از اندام عقبی برای پایداری استفاده می‌شود.[۳]
- دم کوتاه یا از دست رفته، که جنبش جانوری کمی دارد یا برای اکثر پستانداران دالان‌ساز به کار نمی‌رود.[۲]

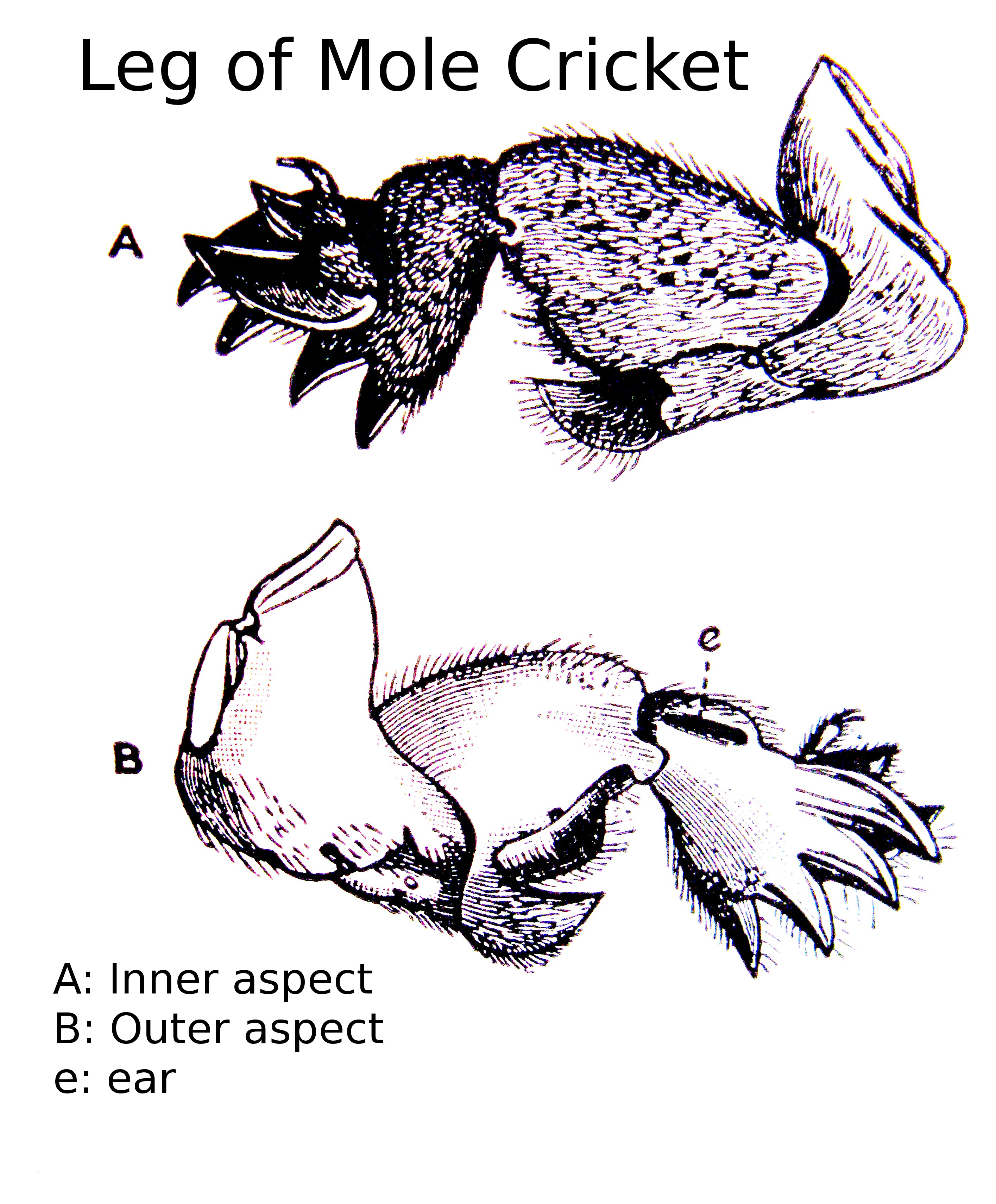
پای جلویی دالان‌ساز آبدزدک که سازگاری شنوایی و دالان‌سازی را نشان می‌دهد

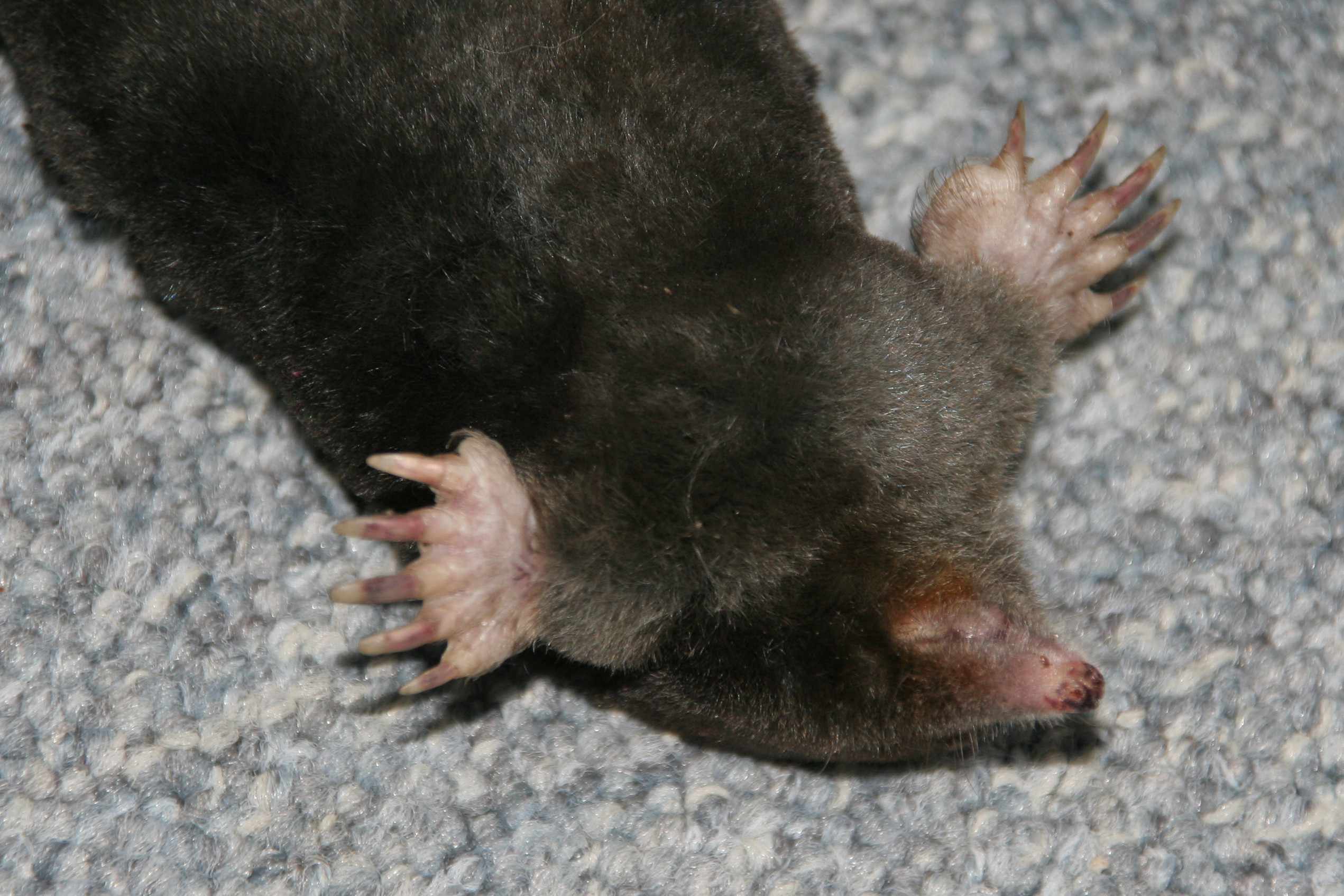
موش کور اروپایی - به اندام‌های جلویی قوی و کوتاه توجه کنید

## جستارهای بیشتر
- درخت‌پیمایی
- لانه زیرزمینی
- دونده (جانور)